# Municipio de Willowdale (Kansas)
El municipio de Willowdale (en inglés: Willowdale Township) es un municipio ubicado en el condado de Dickinson en el estado estadounidense de Kansas. En el año 2010 tenía una población de 267 habitantes y una densidad poblacional de 2,86 personas por km².

## Geografía
El municipio de Willowdale se encuentra ubicado en las coordenadas 39°0′20″N 97°18′29″O / 39.00556, -97.30806. Según la Oficina del Censo de los Estados Unidos, el municipio tiene una superficie total de 93.39 km², de la cual 93,23 km² corresponden a tierra firme y (0,18 %) 0,17 km² es agua.

## Demografía
Según el censo de 2010, había 267 personas residiendo en el municipio de Willowdale. La densidad de población era de 2,86 hab./km². De los 267 habitantes, el municipio de Willowdale estaba compuesto por el 97,75 % blancos, el 0,37 % eran afroamericanos, el 0,37 % eran amerindios, el 0,37 % eran asiáticos y el 1,12 % eran de una mezcla de razas. Del total de la población el 0,37 % eran hispanos o latinos de cualquier raza.